# 陸小鳳之決戰前後 (2000年電視劇)
《陸小鳳之決戰前後》（英語：Master Swordsman Lu Xiaofeng）是根據古龙所著的武俠小說《陆小凤》改編而拍攝製作的武俠电视剧，全劇共20集，为新加坡和中国大陆、台湾合拍。作为《陆小凤之凤舞九天》的前作，此劇2001年首播。

## 演员表
- 林志颖 饰 陸小鳳
- 李铭顺 饰 西门吹雪
- 陶红 饰 欧阳情
- 李绮虹 饰 上官飞燕
- 王沺裁 饰 花满楼
- 吴兴国 饰 叶孤城
- 莫少聪 饰 老实和尚
- 宋怡霏 饰 老板娘
- 戚玉武 饰 司空摘星
- 郑秀珍 饰 公孙大娘、牛肉汤
- 方季惟 饰 孙秀清
- 鄭各評 饰 宫九

## 外部連結
- 陸小鳳之決戰前後百度百科